# Artema bunkpurugu
Espèce
Artema bunkpurugu est une espèce d'araignées aranéomorphes de la famille des Pholcidae.

## Distribution
Cette espèce  se rencontre au Mali, au Burkina Faso, en Guinée, au Ghana et au Togo,.

## Description
Le mâle holotype mesure 9,0 mm.

## Étymologie
Son nom d'espèce lui a été donné en référence au lieu de sa découverte, Bunkpurugu.

## Publication originale
- Huber & Kwapong, 2013 : West African pholcid spiders: an overview, with descriptions of five new species (Araneae, Pholcidae). European Journal of Taxonomy, vol. 59, p. 1-44 (texte intégral).